# Jon Solaun Akarregi
Jon Solaun Akarregi (Bilbao, 3 de desembre de 1974) és un exfutbolista basc, que ocupava la posició de migcampista.

## Trajectòria
Després de passar per les categories inferiors del Santutxu i de l'Athletic Club, i recala el 1994 a les files del Sestao Sport, amb qui puja a Segona Divisió eixe any. A la categoria d'argent, la temporada 95/96, hi disputa 33 partits i marca dos gols. Al final de la campanya, el Sestao desapareix i el migcampista marxa a la SD Eibar, on destaca amb deu gols en 35 partits.
L'estiu de 1997 fitxa pel CD Logroñés i a l'any següent s'incorpora al Deportivo Alavés. Els alabesos acabaven de pujar a primera divisió, però el de Bilbao no hi compta, i sense debutar, marxa al CD Badajoz.
Entre 1999 i 2001 forma part de l'Elx CF, on tot i no ser titular, gaudeix de força minuts. La temporada 01/02 hi retorna a la SD Eibar, on disputa 32 partits, la meitat com a suplent.
A partir del 2002, la carrera de Solaun prossegueix per equips de Segona Divisió B: AD Ceuta (02/03), Burgos CF (03/04), Mirandés (04/05), Amurrio (05/06), Barakaldo CF (06/09) i SD Lemona (09/...). En total, ha sumat 202 partits i 22 gols en la categoria d'argent.